# 吴溉之
吴溉之（1898年3月19日—1968年7月2日），字璇枢，曾用名武维扬，男，湖南平江人。中国人民解放军军事将领、中华人民共和国最高人民法院副院长。
1924年，吴溉之加入中国共产党，任共青团平江县委组织部部长。1925年，加入黄埔军校第四期，并任国民革命军第二师四团连党代表，参加北伐。1927年，任上海总工会政治处宣传干事，四一二政变后被捕，后释放。在国民革命军第二十军警卫连任排长，参加南昌起义。1928年，返回平江，并先后任平江游击队第2大队大队长、湘鄂赣红军游击支队第三纵队纵队长，红五军第三纵队司令员，红三军团红五军政治部主任兼第一师政治委员，组织扩建湘鄂赣苏区。1931年，担任红三军团政治部组织部部长、供给部政治委员、军事裁判所所长。之后参加长征，到达陕北后，任中央局秘书长，总政治部组织部部长等职位。抗日战争爆发后，任八路军野战政治部组织部部长兼军法处处长，总政治部直属工作部部长、锄奸部部长等职。之后奔赴东北，任东北民主联军后勤部政治委员、东北军政大学副政治委员兼东北航空学校政治委员等职。中华人民共和国成立后，任最高人民法院副院长，中共八大代表，第一届全国人大代表，第二、三、四届全国政协常委。

## 生平

### 早年生涯
1924年4月，吴溉之加入中国社会主义青年团，7月转为中国共产党党员，任共青团平江县委组织部长。1925年，入黄埔军校第四期学习，参加北伐战争，在国民革命军第二军第二师第四团任连党代表、团政治助理员。1927年4月，在上海总工会政治处任宣传干事。四一二政变时被逮捕，保释出狱后到武汉任工人纠察队队副，后加入贺龙第二十军警卫营当排长，参加南昌起义。
1927年11月，受中共中央派遣到程潜部第六军从事兵运工作，任连长。1928年春被驱逐，到上海进行秘密活动。同年秋回平江，任平江游击总队党代表，后编入红五军，历任第三纵队纵队长、红五军政治部主任兼第一师政委，组织扩建湘鄂赣苏区。1931年，担任红三军团政治部组织部部长、供给部政治委员、军事裁判所所长，参加历次反围剿战争。之后参加长征，到达陕北后，任中共中央党务委员会秘书、补充师政治部主任。1936年起，历任军委总政治部组织部部长、中共陕北省委军事部副部长、宣传部长等职。

### 抗日战争与二次国共内战
1938年1月，吴溉之任八路军政治部组织部部长兼军法处处长。后改任中央军委总政治部直属工作部部长、锄奸部长等职。1945年4月，吴溉之出席了中国共产党第七次全国代表大会，并参加了代表资格审查小组的工作。
1945年11月,任东北民主联军后勤部政委。不久，兼任中共通化省委书记、通化军区政治委员。1946年2月，指挥部队镇压通化暴乱。1946年6月起，任东北航校政委、东北军政大学副政委等职，负责培养中共军政干部。1949年4月，吴溉之又改任华中军政大学副政委。

### 中华人民共和国成立后
中华人民共和国成立后，任中央人民政府最高人民法院副院长、党组书记。1956年9月，吴溉之任中共中央监委候补常委、常委。文化大革命中受到迫害，1968年7月2日在北京病逝。

## 身后
1979年8月，中共中央宣布为其平反。

## 家庭
- 第一任夫人：刘钊（刘秀兰）
- 第二任夫人：徐依群[14]
- 第三任夫人：聂元梓[15]